# Wally Herger
Walter William "Wally" Herger, jr. (Yuba City, 20 mei 1945) is een Amerikaans politicus van de Republikeinse Partij. 

## Politieke loopbaan
Van 1980 tot 1986 zetelde Herger in het California State Assembly, het lagerhuis van de staat Californië. 
Herger vertegenwoordigde van 1987 tot begin-2013 het 2e congresdistrict van zijn staat in het Huis van Afgevaardigden. Zijn district werd hertekend en Herger koos ervoor zich niet opnieuw kandidaat te stellen. Op 6 november werd zijn partijgenoot Doug LaMalfa verkozen in het nieuwe 1e district. 
Wally Herger was lid van de Tea Party-fractie in het Amerikaans Congres. Volgens de American Conservation Union haalde Herger in 2010 een 100% conservatieve score.

## Persoonlijk leven
Herger is afgestudeerd aan het American River College, een community college, en heeft een jaar aan de California State University - Sacramento gestudeerd.
Wally Herger is gehuwd met zijn tweede vrouw Pamela Sargent, met wie hij negen kinderen heeft. Ze wonen in de stad Chico in Butte County. Herger is sinds zijn twintigste lid van de mormoonse Kerk van Jezus Christus van de Heiligen der Laatste Dagen.
- International Standard Name Identifier: 0000 0000 3639 2115
- Library of Congress Control Number: n2004064466
- SNAC: w6z61q5w
- Biographical Directory of the United States Congress: H000528
- Virtual International Authority File: 60936740
- WorldCat: E39PBJmHGycJG4hGtd3P4PmyBP